# Amanda Nielsen
Amanda Jensine Nielsen (Copenhague, 16 de fevereiro de 1886 − Hamburgo, 2 de dezembro de 1953) foi uma cantora dinamarquesa de cabaré, famosa por interpretar a musa Edith nas obras do poeta Holger Drachmann.

## Biografia
Nascida em 1886, em Copenhague, Nielsen foi criada pelos pais da classe trabalhadora, Jöns Nilsson (1824−1909) e Jensine Jensdatter (1822−1896). Depois que seu pai sofreu um acidente, Nielsen trabalhou como costureira, mas, aos dezoito anos de idade, dobrou os seus ganhos cantando no teatro Frederiksberg's Alleenberg Theatre, onde rapidamente ganhou popularidade.
Depois de um passeio na Finlândia, Nielsen voltou a Copenhague, onde se tornou uma atração no Café Chantant. Neste local, conheceu o poeta Holger Drahmann em 1887. Apesar de ter duas vezes a idade de Nielsen, casou-se com a cantora e adotou-a como sua musa, referindo-se a ela como Edith e prestando tributo em seu romance Forksrevet (1890).
Pouco depois, começou a cantar no parque Jardins de Tivoli, mas quando surgiram rumoes sobre seu relacionamento, saiu do páis com Drachmann, passando a morar em Hamburgo, na Alemanha. O casal manteve o matrimônio até 1897, quando Drachmann se relacionou com outra jovem. Em 1898, casou-se com o empresário Bernhard Gerlach, educando seus filhos em Hamburgo após a sua morte. Em 1947, enviou cartas que Drachmann tinha direcionado à ela para a biblioteca Royal Danish Library. A cantora faleceu em 2 de dezembro de 1953.